# Charles-Guillaume Le Normant d'Étioles
 (janvier 2016).
Si vous disposez d'ouvrages ou d'articles de référence ou si vous connaissez des sites web de qualité traitant du thème abordé ici, merci de compléter l'article en donnant les références utiles à sa vérifiabilité et en les liant à la section « Notes et références ».
Charles-Guillaume Le Normant d'Étiolles, né le 8 mai 1717 à Paris et mort le 18 mars 1799 dans la même ville, est un financier français du XVIIIe siècle. Il a notamment été le mari de celle qui est devenue Madame de Pompadour.

## Origine
Issu d'une famille de hauts fonctionnaires originaire d'Orléans, Charles-Guillaume Le Normant d'Étiolles est le fils d'Hervé-Guillaume Le Normant du Fort, trésorier général des Monnaies, dont le frère, Charles Le Normant de Tournehem, est un des plus riches fermiers généraux du royaume. La mère de Charles-Guillaume Le Normant d'Étiolles, Anne-Elisabeth de Francine, quant à elle, est la fille du directeur de l'Académie royale de musique, Jean-Nicolas de Francine (d'une famille de fontainiers réputés, d'origine florentine et au service de la Couronne de France), et de Catherine-Madeleine Lully (fille aînée du compositeur Jean-Baptiste Lully).
Charles-Guillaume d'Étiolles, jeune homme, étant une personne intelligente et instruite, ses études terminées, son oncle Tournehem, qui n'a pas de fils, le prend avec lui pour le préparer à une carrière dans le monde de la finance.

## Mariage
Dans un premier temps, les Le Normant du Fort s'opposent à son mariage avec Jeanne-Antoinette Poisson, future marquise de Pompadour, au prétexte que son père légal est mort ruiné et a été condamné à mort par contumace. En fait, celle-ci est probablement la fille de l'oncle de Charles-Guillaume, Tournehem, qui en est devenu le tuteur légal après la fuite de Poisson. Attaché à sa fille illégitime dont il loue la beauté et l'intelligence, Tournehem insiste auprès de son frère pour conclure ce mariage entre son neveu et Jeanne-Antoinette, car c’est selon lui la meilleure manière de léguer son nom et sa fortune à celle qui est probablement sa fille biologique.
Étiolles est un village de l'actuel département de l'Essonne, à trois kilomètres de Corbeil-Essonnes, situé sur un ruisseau entre la Seine et la forêt de Sénart. Il compte à l'époque, entre autres « maisons de plaisance », deux châteaux, appartenant tous deux à Tournehem. Ce dernier installe le jeune couple dans celui qu'il n'occupe pas lui-même, et donne la seigneurie d'Étiolles à son neveu. Il le prend aussi comme assistant dans ses affaires, afin de le préparer à prendre un jour sa succession.
En 1741, le jeune couple a un fils qui meurt la même année puis, et en 1744, une fille, Alexandrine.

## Séparation de corps
Au retour d'une tournée d'inspection à Grenoble, son oncle apprend à Charles-Guillaume d'Étiolles que Jeanne-Antoinette partage désormais la vie du roi Louis XV. Celle-ci, en accord avec son oncle par alliance, Tournehem, souhaite conserver le domicile conjugal. Étiolles, qui ne possède rien en propre, est prié de s'effacer et se retrouve éloigné de Paris. Afin de l'éloigner plus encore, on lui fait miroiter un poste d'ambassadeur dans l'Empire ottoman, qu’il refuse.
Au bout d’un an et demi, on rappelle Étioles pour obtenir son accord à la séparation de corps demandée par sa femme. Il se réinstalle à Paris, chez son oncle, et s’efforce de rattraper les années perdues en fréquentant assidûment son beau-frère Abel Poisson, qui par ailleurs sera titré marquis de Marigny. Tous deux fréquentent les coulisses de l’Opéra et certains cercles licencieux, comme celui de la Vestris, danseuse et courtisane, dont Charles-Guillaume est l’amant.
En 1756, parce qu'elle veut se rapprocher du parti dévot, la marquise de Pompadour souhaite se réconcilier avec lui pour « apaiser des remords de conscience ». La réponse écrite qu'il lui fait est empreinte d'un ressentiment encore intact.
Toutefois, il s'étourdit dans les plaisirs de la vie parisienne. Dans les années 1750, il a les faveurs de Mlle Guéant, de la Comédie-Française. Il lui arrive d'assister à des assemblées de « convulsionnaires », une distraction à la mode, avec la duchesse de Villeroy et le duc de Fronsac : le père La Barre frappe des femmes avec une bûche pour les exorciser, tandis qu’on donne à d’autres le « secours » de la crucifixion.

## Veuvage
Charles-Guillaume d'Étiolles se lie à une jeune danseuse, ancienne maîtresse de Louis XV, Marie-Anne Matha, qui lui donne plusieurs enfants. De son côté, la marquise tente de fiancer Alexandrine avec le fils que le roi a eu de Mme de Vintimille puis avec le duc de Fronsac, fils du maréchal de Richelieu qui, fort de parenté de sa femme avec l'empereur, évite cette mésalliance. Mais la fillette meurt d'une péritonite dans sa dixième année. Mme de Pompadour disparaît à son tour dix ans plus tard, en 1764, atteinte de tuberculose. Neuf mois après, Charles-Guillaume épouse discrètement la mère de ses enfants. Elle a trente ans, lui quarante-sept.
Ils vivent dans le bonheur d'une union bourgeoise au manoir de Baillon, près de l'abbaye de Royaumont à environ trente kilomètres au nord de Paris. Le couple y reçoit des amis fidèles, comme Jean-François Marmontel, Mme de Genlis ou Beaumarchais. La seconde madame Le Normant d'Étiolles a son portrait peint par l'artiste à la mode sous Louis XVI, Élisabeth Vigée-Lebrun, tableau aujourd'hui perdu.
À l'époque de la Terreur, lorsque les révolutionnaires décident de jeter au cachot tous les nobles et particulièrement les fonctionnaires des finances, Charles-Guillaume est accusé de « complot en vue d’une banqueroute générale » en tant que receveur général des finances, « prévenu d'avoir conspiré contre la liberté et la sûreté du peuple français en dilapidant les finances de l’État, notamment dans l’affaire des piastres de La Havane, dont il est question dans le mémoire ci-inclus ». La pièce d'accusation comporte une note de Fouquier-Tinville en personne. Arrêtés en bloc au printemps 1794, Charles-Guillaume et sa famille sont emprisonnés plus d'un an.
Il est curieux de noter que l'un des fils de Charles-Guillaume et Marie-Anne, Charles-François-Constant Le Normant d’Étiolles, baron de Tournehem, épouse sous le Directoire sa cousine Marguerite-Victoire Le Normant de Flaghac, fille de la belle Morphise, qui a aussi été une des « petites maîtresses » de Louis XV.

## Mort
Charles-Guillaume Le Normant d'Étiolles s'éteint dans sa maison de la rue du Sentier. Sa deuxième épouse, Marie-Anne, meurt neuf ans plus tard, âgée de soixante-douze ans.